# Нижняя Пица
Нижняя Пица — река в России, протекает по территории Котласского района Архангельской области. Устье реки находится в 8 км по левому берегу старицы Старой. Крупнейшие притоки — Семирецкая, Нижняя Цельга. Длина реки — 33 км.

## Данные водного реестра
По данным государственного водного реестра России относится к Двинско-Печорскому бассейновому округу, водохозяйственный участок реки — Вычегда от города Сыктывкар и до устья, речной подбассейн реки — Вычегда. Речной бассейн реки — Северная Двина.
Код объекта в государственном водном реестре — 03020200212103000025041.